# Pauline Viardot
Pauline Viardot z domu García (ur. 18 lipca 1821 w Paryżu, zm. 18 maja 1910 tamże) – francuska śpiewaczka operowa (mezzosopran) hiszpańskiego pochodzenia. Była także kompozytorką i autorką tekstów.
Była autorką wokalnych transkrypcji mazurków Fryderyka Chopina.

## Życiorys
Była córką hiszpańskiego tenora Manuel del Pópulo Vicente García i siostrą legendarnej śpiewaczki Marii Malibran. Zadebiutowała w Londynie w operze Otello Gioacchino Rossiniego w 1839 roku. Występowała na scenach wielu stolic europejskich. Podczas występu w Sankt Petersburgu w roku 1843 zaprzyjaźniła się z rosyjskim pisarzem Iwanem Turgieniewem. Znała pięć języków: hiszpański jako język rodzinny, francuski jako język kraju urodzenia, włoski jako język librett operowych, niemiecki jako język kraju, w którym spędziła wiele lat i rosyjski jako język kraju, w którym występowała przez wiele lat.
Była również znakomitą pianistką, uczennicą Ferenca Liszta. Uczyła się kompozycji w Paryżu u Antonína Rejchy.
W 1863 zamieszkała wraz z mężem, paryskim dyrektorem teatru i krytykiem sztuki, Louisem Viardot, i czworgiem dzieci w Baden-Baden, gdzie odwiedzali ją wybitni twórcy i dostojnicy.
Była zaprzyjaźniona od 1838 z Klarą Schumann. Na wieczorach muzycznych u Pauliny Viardot występował Anton Rubinstein. Odwiedzali ją Robert Schumann, Fryderyk Chopin, Johannes Brahms i poeta Theodor Storm. Camille Saint-Saëns zadedykował jej swoją operę Samson i Dalila.
W późniejszych latach zajęła się głównie pedagogiką (do jej uczennic należała m.in. córka Zygmunta Krasińskiego – Maria) i kompozycją.
Po wybuchu wojny francusko-niemieckiej (1870) rodzina Viardot powróciła do Paryża.